# Philippe Pierre Robert Kruis

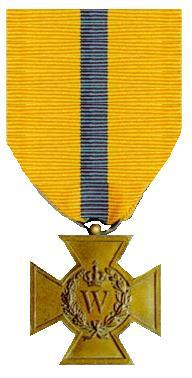
Bronzen Kruis

Philippe Pierre Robert (Bob) Kruis (Buitenzorg, 17 september 1921 – Angola (New York), 8 mei 2006) was een Engelandvaarder en cargadoor.

## Biografie
Bob Kruis werd geboren in Buitenzorg als zoon van Abraham Jacobus Kruis en Marie Aurelie Montigny. Zijn vader was beroeps-administrateur van ijsfabriek Petodjo in Bandoeng. Kruis kwam in 1939 naar Nederland. Hij ging wonen in Den Haag, waar hij naar de HBS in de Raamstraat ging. Deze opleiding sloot hij in 1942 af zonder diploma. Vervolgens ging hij naar de Kweekschool voor de Zeevaart in Amsterdam voor een opleiding tot 3e stuurman. 

### Oorlogsjaren
Nadat hij tijdens de oorlog op verschillende adressen ondergedoken had gezeten, besloot hij in 1943 naar Engeland te gaan. Zijn eerste poging in september 1943, met onder anderen Jan de Bloois, mislukte. Zijn reisgenoten tijdens zijn tweede poging, in oktober 1943, waren, naast Jan de Bloois, M.C.W. van Arenthals, Rein Bangma, Tobias Biallosterski, Johan August Brünings, Jules Goossens, Jacob van Grondelle, Johannes Cornelis Jansen, Folkert de Koning, Anton Schrader en Jacob Snijders. Schipper Kees Koole had de vluchtboot in het ruim van zijn Nooit Volmaakt meegenomen van Leidschendam via de Schie, de Nieuwe Maas, de Oude Maas en door het Spui naar het Haringvliet. Vandaar vertrokken ze op 8 oktober 1943. Het was rustig weer, windkracht 2. Ze werden niet door de Duitse patrouille opgemerkt en bereikten de volle zee. Onderweg zagen ze een vliegtuig brandend in zee storten. Toen hun motor uitviel, dobberden ze een paar uur stuurloos rond maar de volgende ochtend deed de motor het weer, maar slechts op halve kracht. Een paar uur later werden ze door de Engelse torpedojager HMS Campbell opgepikt. Op 10 oktober kwamen ze in Harwich aan. Nadat ze op de Patriotic School ondervraagd waren, mochten ze op bezoek bij de koningin. Daar kon Jan de Bloois haar de druiventrossen geven die hij uit het Westland had meegenomen.
Vanuit Engeland werd Kruis naar de Verenigde Staten gestuurd alwaar hij een vliegopleiding kreeg. Zijn vervolgopleiding was in Australië. Toen die was afgelopen, was de oorlog ook afgelopen. 

### Na de oorlog
Na de oorlog keerde hij naar Java terug. Zijn vader was omgekomen bij de torpedering van het Japanse transportschip Junyo Maru op 18 september 1944 door de Britse onderzeeër HMS Tradewind. Kruis' moeder en zuster hadden in de bergen bij Malang gewoond en hadden de oorlog overleefd.
Kruis verloofde zich in 30 juli 1949 in Batavia met Albertine Corrie (Tineke) Ort (1922-2019). Ze trouwden op 6 december 1949 en kregen daar een tweeling, twee meisjes. Ze gingen in 1954 naar Nederland. Ze emigreerden met hun drie dochters in 1957 naar de Verenigde Staten, waar Kruis als cargadoor werkte. Ze woonden in Bangor (Pennsylvania), in Waverly (Ohio) en uiteindelijk in Angola (New York). In Bangor overleed hun dochter Elisabeth Maria (1951-1971) aan een hartafwijking.
Kruis overleed in 2006.

## Eerbetoon
- Bronzen Kruis, KB 9-3-1944/9